# Novi (Michigan)
Pour les articles homonymes, voir Novi.
Novi est une ville située dans l’État américain du Michigan. Elle est une banlieue de Détroit, dans le comté d'Oakland. Selon le recensement de 2010, sa population est de 55 224 habitants.